# Elizabeth B. Torres
Elizabeth Torres é uma Neurocientista Computacional que tem trabalhado em aspectos teóricos e empíricos da integração sensório-motora e cognição humana desde o final dos anos 90.

## Vida Pessoal e Educação
Elizabeth Torres nasceu e foi criada em Havana, Cuba. Mais tarde, ela se mudou para o México durante seus anos de faculdade e depois para San Jose, Califórnia, nos Estados Unidos. Ela se formou como bacharel em matemática e ciência da computação pela San José State University em 1994 e, posteriormente, ingressou no National Institute on Aging como bolsista pré-IRTA. Torres passou um ano treinando lá antes de entrar na pós-graduação em 1995 na Universidade da Califórnia, San Diego, onde completou um Ph.D. programa em Ciências Cognitivas. Depois disso, ela foi para o Instituto de Tecnologia da Califórnia em Pasadena para pós-doutorado na área de Eletrofisiologia e Sistemas Neurais Computacionais, que foi concluído em 2008.

## Trabalho de pesquisa
Durante seu doutorado, ela trabalhou em modelos matemáticos de controle neuromotor sob a orientação de David Zipser, especificamente no domínio da ciência cognitiva incorporada, ela desenvolveu uma nova estrutura teórica para o estudo da integração sensório-motora.
Ela completou seus estudos de pós-graduação com ênfase em matemática aplicada a modelos de controle neuromotor no campo da ciência cognitiva, como parte do NIH Predoctoral Fellowship. ela trabalhou em aplicações translacionais para construir uma nova plataforma estatística para Psiquiatria de Precisão com uma abordagem personalizada.
Ao ingressar na Rutgers University, seu programa de pesquisa foi financiado pela NSF e seu laboratório registrou patentes. Ela desenvolveu novos modelos biométricos e estatísticos para promover o movimento e a neurociência comportamental para a Pesquisa e Tratamento do Autismo, apoiados pelo Conselho do Governador do Estado de Nova Jersey e financiados pela Nancy Lurie Marks Family Foundation e pela Henry Wallace Foundation.
Seu laboratório avalia comportamentos voluntários naturais em crianças que sofrem de autismo e outras deficiências de desenvolvimento. Sua pesquisa se concentra no fornecimento de terapias de intervenção precoce para melhorar as interações sociais e as habilidades de comunicação em jovens.

## Carreira
Após seu pós-doutorado, ela ingressou no laboratório de Richard Andersen e por vários anos treinou em eletrofisiologia e depois como Pesquisadora Associada, trabalhou em problemas em Sistemas Neurais Computacionais. Em 2008, ela se juntou ao corpo docente da Rutgers University no Departamento de Psicologia, Ciência Cognitiva e Ciência da Computação.
Ela trabalhou em 2 livros e colaborou com vários laboratórios no campo da Psiquiatria de Precisão. O professor Torres dirige o Laboratório de Integração Sensorial Motora e atualmente atua como Investigador Principal e Diretor do Centro de Excelência de Autismo de Nova Jersey desde 2018, liderando grandes iniciativas para ajudar a transformar a pesquisa médica e os tratamentos do autismo em todo o estado.

## Publicações
Ela escreveu dois livros sobre autismo e biometria
- 2018: Métodos biométricos objetivos para o diagnóstico e tratamento de distúrbios do sistema nervoso, ISBN-13: 9780128040829
- 2017: Autism - The Movement Sensing Perspective, ISBN-13: 9781482251630

Ela detém várias patentes nos EUA e internacionais relacionadas à biomedicina com foco em diagnósticos e tratamentos de distúrbios do sistema nervoso e rastreamento do neurodesenvolvimento.
- US20190333629A1 – Métodos para o diagnóstico e tratamento de distúrbios neurológicos
- US20190254533A1 – Sistemas e métodos para rastrear distúrbios do neurodesenvolvimento
- US20190261909A1 – Sistema e método para determinar a quantidade de vontade em um sujeito
- US20211098912 – Avaliação Longitudinal Objetiva e Personalizada de Lesão Cerebral Pós-Traumática Grave
- US20211098912 – Sistemas e Métodos para Medição de Movimento Fisiologicamente Relevante
- EP3229684B1 – Procédés de mesure d'un movement physiologiquement pertinente

Ela contribuiu com centenas de seus trabalhos de publicações. E alguns dos trabalhos notáveis são;
- Um Biomarcador que Caracteriza o Neurodesenvolvimento com aplicações no Autismo OPEN (2018)[15]
- Ruído da periferia no autismo (Brincker & Torres, 2013)[16]
- Diagnóstico neonatal: Rumo a gráficos de crescimento dinâmico do controle neuromotor (2016)[17]
- Autismo: a perspectiva do micromovimento (2013)[18]

## Recepção critica
Ela foi Sloan-Swartz Fellow, Della Martin Fellow e Neuroscience Scholar no CALTECH durante seu pós-doutorado de 2001 a 2008.
O Senado e a Assembléia Geral de Nova Jersey aprovaram uma Resolução Legislativa Conjunta para reconhecer a Dra. Elizabeth (Liz) Torres e elogiá-la como uma pessoa de caráter forte e determinação excepcional. A professora Elizabeth B. Torres recebeu o prêmio The Board of Trustees Fellowship for Scholarly Excellence pelo presidente da Rutgers University em 5 de maio de 2015, em reconhecimento por suas contribuições para o controle neural do movimento e das inter-relações entre motor e fenômenos cognitivos.
| Ano  | Honras e prêmios                                                                                            | Referência          |
| 2021 | Joint Legislative Resolution from the NJ Senate and NJ Assembly                                             | [ 19 ] [ 20 ]       |
| 2021 | By NJ Senate and NJ General Assembly                                                                        | [ 19 ] [ 20 ]       |
| 2019 | Board of Trustees Research Excellence Award                                                                 | [ 5 ] [ 22 ]        |
| 2019 | By The Board of Trustees                                                                                    | [ 5 ] [ 22 ]        |
| 2015 | Board of Trustees Research Fellowship for Scholarly Excellence                                              | [ 5 ] [ 21 ]        |
| 2015 | Awarded as one of the University’s most distinguished young faculty members by Rutgers University President | [ 5 ] [ 21 ]        |
| 2014 | Early Career Development Award                                                                              | [ 5 ] [ 23 ]        |
| 2014 | By The Nancy Lurie Marks Family Foundation                                                                  | [ 5 ] [ 23 ]        |
| 2009 | Academic Excellence Fund Award (2009-2011)                                                                  | [ 5 ] [ 22 ]        |
| 2009 | By Rutgers University - VPR Office                                                                          | [ 5 ] [ 22 ]        |
| 2009 | Cyber Enabled Discovery and Innovation Award                                                                | [ 5 ] [ 24 ] [ 12 ] |
| 2009 | By NSF | [ 5 ] [ 24 ] [ 12 ] |
| 2005 | Neuroscience Scholar Fellowship (2005-2007)                                                                 | [ 5 ] [ 22 ] [ 24 ] |
| 2005 | By Society for Neuroscience                                                                                 | [ 5 ] [ 22 ] [ 24 ] |
| 2004 | Della Martin Fellowship at CALTECH (2004-2007)                                                              | [ 5 ] [ 22 ] [ 24 ] |
| 2004 | By Della Martin Foundation                                                                                  | [ 5 ] [ 22 ] [ 24 ] |
| 2001 | Sloan-Swartz Fellowship at CALTECH (2001-2004)                                                              | [ 5 ] [ 22 ] [ 24 ] |
| 2001 | By Sloan-Swartz Foundation                                                                                  | [ 5 ] [ 22 ] [ 24 ] |